# Bằng tốt nghiệp
Bằng tốt nghiệp (diploma) là chứng chỉ hoặc chứng thư được cấp bởi một tổ chức giáo dục, chẳng hạn như cao đẳng hoặc đại học, chứng nhận rằng người nhận đã hoàn thành thành công một khóa học cụ thể. Bằng tốt nghiệp cũng đề cập đến một giải thưởng học thuật được trao sau khi hoàn thành nghiên cứu trong các khóa học khác nhau như bằng tốt nghiệp trong giáo dục đại học, bằng tốt nghiệp hoặc bằng tốt nghiệp sau khi tốt nghiệp,... Trong lịch sử, nó cũng có thể đề cập đến một điều lệ hoặc tài liệu chính thức, do đó có các từ phái sinh diplomatic, diplomat và ngoại giao  thông qua Codex Juris Gentium Diplomaticus.
Bằng tốt nghiệp (như một tài liệu xác nhận trình độ chuyên môn) cũng có thể được gọi là bằng chứng (testamur), tiếng Latin có nghĩa là "chúng tôi làm chứng" hoặc "chứng nhận" (testari), vì vậy được gọi từ từ mà chứng chỉ bắt đầu; điều này thường được sử dụng ở Úc để chỉ tài liệu xác nhận giải thưởng bằng cấp. Ngoài ra, tài liệu này có thể chỉ đơn giản được gọi là một chứng chỉ bằng cấp hoặc giấy chứng nhận tốt nghiệp, hoặc như một parchment. Giấy chứng nhận mà người đoạt giải Nobel nhận được cũng được gọi là diploma.
Thuật ngữ này cũng được sử dụng trong một số bối cảnh lịch sử, để chỉ các tài liệu được ký bởi một vị vua khẳng định một khoản trợ cấp hoặc quyền sử dụng đất được chỉ định và các điều kiện của nó. 

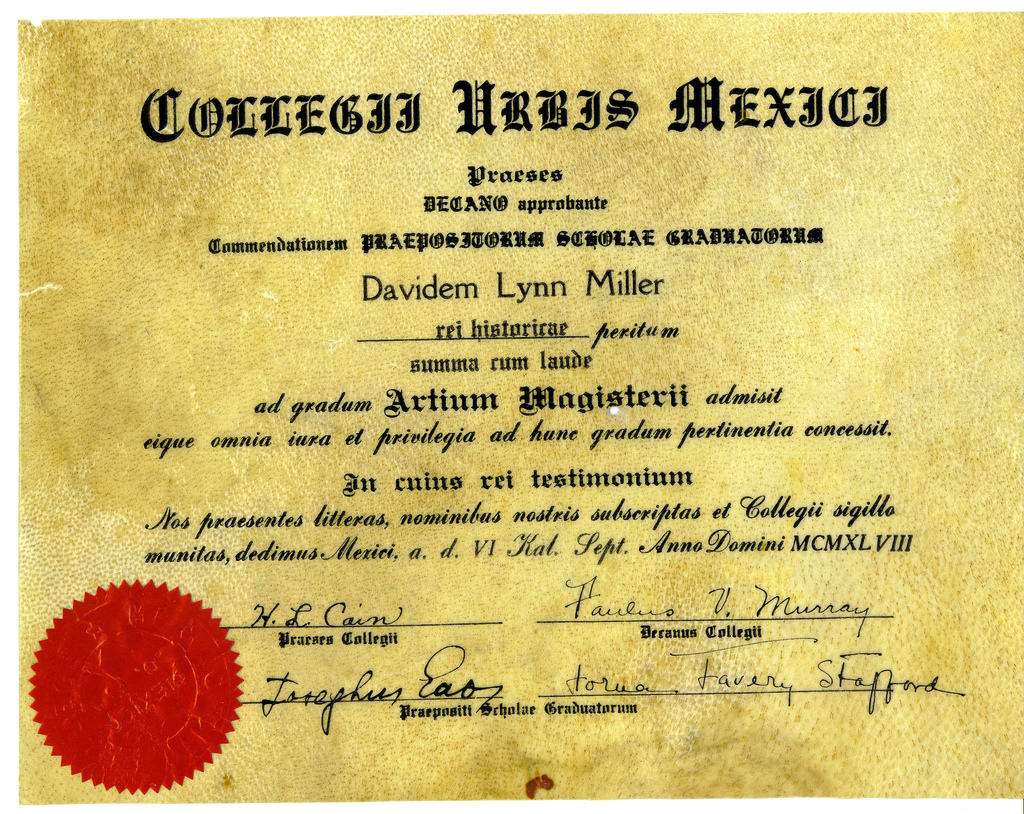
Bằng tốt nghiệp da cừu từ Mexico City College, 1948 (bằng tiếng Latin)